# Henri Denis
Henri Denis (Roanne, 3 gennaio 1921 – Ecully, 4 luglio 2015) è stato un presbitero e teologo francese.

## Biografia
Dopo avere iniziato a studiare scienze, Denis venne lasciato libero dalla famiglia di seguire la sua vocazione religiosa ed entrò in seminario a Lione. Nel 1951 fu ordinato prete. Nel 1953 diventò professore al seminario di Lione, incarico che mantenne fino al 1963. Nel 1960 conseguì il dottorato in teologia alla facoltà cattolica dell'Università di Lione. Nel 1963 il cardinale Pierre-Marie Gerlier gli chiese di accompagnarlo a Roma al Concilio Vaticano II. L’anno successivo fu nominato vicario generale della diocesi di Lione, potendo così partecipare di diritto alle successive sessioni del Concilio. Tornato in Francia, Denis divenne professore di dogmatica all'Institut pastoral d’etudes religieus a Lione e membro del Consiglio nazionale di pastorale liturgica. Successivamente è stato direttore aggiunto dell'Institut Supérieur de Pastorale Catéchétique di Parigi e coordinatore di un gruppo di ricerca teologica della facoltà cattolica dell’Università di Lione. Ritiratosi dall'insegnamento, nel 1991 è diventato prete aggiunto in una parrocchia di Sainte-Foy-lès-Lyon fino al 2010, ritirandosi successivamente in una casa di riposo di Ecully. Denis ha scritto numerosi volumi.

## Libri principali
- Pour une prospective théologique, Casterman, 1967
- Le Prêtre de demain, Casterman, 1967
- Les Sacrements ont-ils un avenir?, Cerf, 1971
- Con Lintanf JP. e Mandouze A.(coautori), L'Église que Jésus a voulue?, Le Chalet, 1971
- L'Évangile et les dogmes, Centurion, 1974
- Des Sacrements pour notre temps pour une «politique» en pastorale sacramentelle, SPC diocèse de Lyon, 1974
- Des Sacrements et des hommes dix ans après Vatican II, Chalet, 1975
- Les Chemins de la théologie dans le monde de ce temps, Centurion, 1977
- Chrétiens sans Église. Eglise fermée, Église ouverte? pour libérer l'expression de la foi, nouveaux espaces pour croire, DDB, 1979
- Con Paliard C. (coautore), Le Baptême des petits enfants histoire, doctrine, pastorale, Centurion, 1980
- Sacrements, sources de vie études de théologie sacramentaire, Cerf, 1982
- "Laissez les morts enterrer leurs morts" essai sur la célébration chrétienne de la mort, Profac UCLyon, 1984
- Église, qu'as-tu fait de ton concile?, Le Centurion, 1985
- Guérir de la mort réflexions sur le sacrement de l'onction des malades, Profac Lyon, 1986
- Pour célébrer l'Eucharistie, Editions Ouvrières, 1989
- L'Église : les quatre portes du Temple, DDB, 1992
- 100 mots pour dire la foi, DDB, 1993
- Je crois en Dieu, créateur, DDB, 1997
- "Voici l'Homme!" réflexions sur quelques questions fondamentales, DDB, 1997
- Femmes et prêtres mariés dans la société d'aujourd'hui, Karthala, 1997
- Jésus, le prodigue du Père, DDB, 2001
- L'avenir en face réflexions sur la crédibilité de la foi chrétienne et sur le ministère de l'Eglise, DDB, 2002
- Semences, DDB, 2004
- Dieu en toute liberté, DDB, 2005